# Histoire des Juifs en Sicile

Le royaume de Sicile (en 1154).

L'histoire des Juifs en Sicile est relative à la présence de la communauté juive en Sicile. Celle-ci remonterait au Ier siècle, à la suite de la chute de Jérusalem et au transfert de prisonniers juifs sur l'île.

## Histoire

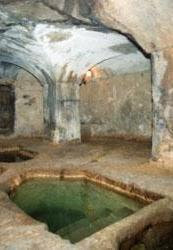
Le Mikvé de Syracuse (bain rituel juif).

Selon la légende, les Juifs sont d' abord transférés en Sicile, comme esclaves au cours du Ier siècle, après la chute de Jérusalem, le 29 juillet 70. Il est généralement admis que la population juive de la Sicile est déjà implantée dans l'île avant la destruction du temple de Jérusalem, qui remonte au Ier siècle. Rabbi Akiva, vers l'année 120, visite la ville de Syracuse, lors d'un de ses voyages et décrit l'existence d'une petite communauté juive.
La présence de Juifs en Sicile est aussi attestée par les découvertes archéologiques des premiers siècles après Jésus-Christ.
Ils vivent dans de nombreuses villes siciliennes telles Palerme, Messine et Catane.
En 592, leur présence est confirmée par une lettre du pape Grégoire le Grand. C'est seulement après la conquête de l' île par les Arabes que s'installe en Sicile la civilisation juive d'expression arabo-Maghrebine, en italien : civiltà giudaiche di espressione arabo-magrebina. 
En 1072, la Sicile tombe aux mains des Normands. Les Juifs sont de nouveau ramenés sur l'île sous la suprématie et la compétence de l’Église catholique. Le royaume normand de Sicile dure jusqu'en 1194, puis il tombe aux mains de la famille Hohenstaufen. Toutefois, grâce aux Normands, les Juifs obtiennent la protection et la préservation dirigée, qui met ainsi fin à la période de soumission et de domination par les musulmans précédemment et les chrétiens, caractéristique des siècles précédents. Les Juifs et les Chrétiens sont autorisés à travailler dans la fonction publique, du moment qu'ils ne disent pas de mal de la patrie.
En 1210, les Juifs de Sicile font face à une telle persécution des croisés que le saint empereur romain Frédéric II doit intervenir en leur nom. Toutefois, la persécution des Juifs se poursuit. Mais, malgré celles-ci, les siciliens juifs continuent de prospérer. Certains rabbins siciliens communiquent avec Moïse Maïmonide au sujet de questions religieuses.
La persécution systématique des Juifs en Sicile commence au XIVe siècle : en 1310, le roi de Sicile, Frédéric II adopte une politique restrictive et discriminatoire envers les Juifs : ils sont tenus de marquer leurs vêtements et leurs boutiques avec une rouelle rouge. Les Juifs se voient également interdire toute relation avec les catholiques. En 1392, les Juifs sont condamnés à vivre dans des lieux, ancêtres des ghettos et des persécutions graves éclatent à Monte San Giuliano, actuelle Erice, à Catane et à Syracuse, où de nombreux Juifs en sont victimes. 
Les décrets stricts de l'année sont dirigés contre les cérémonies privées. Par exemple, les Juifs ont interdiction d'utiliser toutes décorations dans le cadre de funérailles : sauf dans des cas exceptionnels, lorsque la soie est autorisée, le cercueil ne peut être recouvert que d'un drap de laine. 
À Marsala, les Juifs sont contraints de prendre part aux offices des festivités de Noël et le jour de la Saint-Étienne et sont ensuite suivis chez eux par la foule et lapidés en chemin.

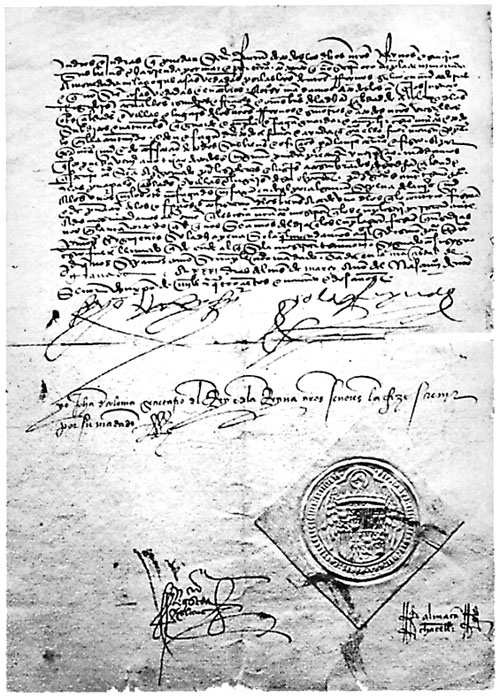
Le décret de l'Alhambra.

Au début du XVe siècle, l'oppression est telle, qu'en 1402 les Juifs de Marsala font appel au roi, dans lequel ils demandent :
l'exemption des services subalternes obligatoires, la réduction de leurs impôts à un onzième de la taxation totale, puisque les Juifs ne représentent qu'un onzième de la population, l'audience de leurs poursuites civiles intentées par le juge en chef du roi, et de leurs affaires religieuses par l'inquisiteur, la livraison de drapeaux uniquement au directeur du château royal, pas aux autres et la réouverture des bains des femmes, fermés par Andrea Chiaramonte (it). Ces doléances leur sont accordées.
Chaque communauté juive de la Sicile est appelée aliama ou Judaica ou giudecca (en français : juiverie). Ces communautés, à la fin du Moyen Âge, ont leur propre autonomie politique, administrative, judiciaire et patrimoniale. Elles sont soumises à l'imposition et le recouvrement des impôts. Elles ont les services de base, tels que l'école, le notaire, l'hôpital, le cimetière, l'abattoir et l'assistance aux nécessiteux. Chaque giudaica a son représentant du conseil régional. D' autres rôles sont exercés par le shochet (abbateur rituel), le mohel (celui qui pratique la circoncision) et le shammashim' (qui prend soin de la synagogue). Le roi Martin Ier d'Aragon, en 1396, nomme un Juif, juge universel dans le but de centraliser le gouvernement de toutes les communautés juives de Sicile. Mais cette charge de dienchelele (juge universel) est supprimée en 1447 : à partir de cette date, la justice des Juifs est confiée d'abord au maître secret du royaume (en italien : Mastro Secreto del Regno), conféré en 1474, à Sigismondo I de Luna (it) puis au conseil général juif.
En comparaison avec d'autres communautés juives d'Europe, les Siciliens sont mieux lotis. Ils possèdent même une quantité considérable de biens, puisque treize de leurs communautés peuvent, en 1413, prêter à l'infant Don Juan 437 onces d'or. Cela leur est remboursé, le 24 décembre 1415. La même année, cependant, la communauté juive de Vizzini est expulsée par la reine Blanca : ils ne seront jamais autorisés à revenir.
Le point culminant de la persécution arrive avec l'expulsion des Juifs de Sicile (en). Le décret de bannissement des Juifs d'Espagne et de ses colonies (Italie du Sud et Sardaigne), du 31 mars 1492 est pris par Ferdinand II d'Aragon et Isabelle Ire de Castille. À l'époque, environ 25 000 à 30 000 Juifs vivent sur l'île, dans 52 lieux différents. Le 9 juin, les Juifs se voient interdire de quitter l'île secrètement, de vendre leurs biens ou de les dissimuler. Le 18 juin, le port d'armes leur est interdit. Leurs objets de valeur sont évalués par des fonctionnaires royaux, au nom de l’État, emballées dans des caisses, et donnés pour soins à des riches catholiques. Le 13 août, l'ordre est donné de s'apprêter à partir. Les articles suivants peuvent être emportés : une robe, un matelas, une couverture de laine ou de serge, une paire de feuilles utilisées, quelques provisions, mais également trois Taris, en monnaie pour le voyage. Tous les autres biens juifs sont confisqués par la Couronne. Après de nombreux appels, la date de départ est reportée au 18 décembre et plus tard, après un paiement de 5 000 florins, au 12 janvier 1493. Le départ est effectivement fixé le 31 décembre 1492.
Les exilés trouvent une protection avec Ferdinand Ier de Naples dans les Pouilles, en Calabre et à Naples. 
À la mort de Ferdinand, en 1494, Charles VIII (roi de France) envahit Naples. À cette époque, une grave maladie apparaît dans cette région et la responsabilité de l'épidémie est imputée aux Juifs, qui sont donc chassés du royaume de Naples. Ils cherchent alors refuge en territoire turc et s'installent principalement à Constantinople, Damas, Salonique et au Caire. Pour conclure, en Sicile la plupart de la population juive a quitté l'île. Les 9 000 Juifs restants se sont eux convertis.
Dans une proclamation du 3 février 1740, les Juifs sont officiellement invités à retourner en Sicile. Quelques-uns y vont, mais, sentant leur vie précaire, ils retournent aussitôt en Turquie.
Le rabbin Stephano Di Mauro, un américano-italien, descendant de Neofiti (en) d' Italie du Sud est actif sur l'île et ouvre une petite synagogue en 2008. Il n'a pas encore mis en place de congrégation juive en Sicile. 
Après plus de cinq siècles, une communauté juive nait à Syracuse, en 2010, avec une synagogue dans le quartier de Tyche. La communauté est composée d'environ 40 personnes de confession juive qui vivent dans différentes parties de la Sicile orientale et certains même en Calabre.

## Sources de la traduction
- (en)/(it) Cet article est partiellement ou en totalité issu des articles intitulés en anglais « History of the Jews in Sicily » (voir la liste des auteurs) et en italien « Storia della Sicilia ebraica » (voir la liste des auteurs).